# ハンス・ノイラート
ハンス・ノイラート（Hans Neurath、1909年10月29日 - 2002年4月12日）は、オーストリア出身のアメリカ合衆国の生化学者。タンパク質の研究の中心的存在だった。シアトルにあるワシントン大学生化学部の学部長を務めた。

## 人物
オーストリア＝ハンガリー帝国のウィーンで生まれ、1933年にウィーン大学から博士号を得た。その後ロンドン、ミネソタ大学で研究を行った。1938年にはデューク大学の教授に就任し、そこでタンパク質の物理化学の研究プログラムを作った。
ノイラートはシアトルで2002年に92歳で死去した。

## 研究
ノイラートはタンパク質の物理化学全般に興味を持って研究を行った。タンパク質の構造や変性に関する論文を著し、ウィリアム・アストベリーによる初期のタンパク質のモデルの誤りを暴いた。
ノイラートは常に注意深く、データの過大解釈は決してしなかった。研究の主題は主にプロテアーゼであった。

## 著書・論文
ノイラートは生涯で400以上の論文を著した。また2つのタンパク質科学の学術雑誌 "Biochemistry" と "Protein Science" を創刊し、1961年から1991年まで前者の、1991年から1998年まで後者の編集長を務めた。また古典的な参考書である "The Proteins" 全3巻も編集した。

## シアトルでの研究
ノイラートはワシントン大学に生化学部を作り、1950年から1975年に退職するまでそこの学部長を務めた。この学部からは沢山の著名な科学者を輩出し、その中にはエドヴィン・クレープス、エドモンド・フィッシャー、マーティン・ロッドベルという3人のノーベル生理学・医学賞受賞者も含まれる。ノイラートはまた、シアトルのフレッド・ハッチンソンがん研究センターでも非常勤の研究者として働いた。

## 家族
ノイラートは41歳の時にスージー・スピッツァーと結婚した。実の息子が1人と2人の義理の子供、3人の義理の孫がいる。
ノイラートはピアノを上手に演奏したが、ピアニストの友達にはかなわなかったため、演奏家の道を断念した。また、山でハイキングやスキーをすることを趣味としていた。